# Головановский
Голова́новский — ручей в центральной части Челябинской области России. Левый приток реки Коелга (бассейн Тобола). Протекает по территории Чебаркульского района.

## Течение
Истоки ручья находятся рядом с пос. им. Куйбышева. На высоте 299 м нум впадает в пруд на реке Коелге.

## Населённые пункты
На реке частично расположен город Чебаркуль (им. Куйбышева), но промышленного значения река не имеет.